# Lythria plumularia
Lythria plumularia är en fjärilsart som beskrevs av Freyer 1831. Lythria plumularia ingår i släktet Lythria och familjen mätare. Inga underarter finns listade i Catalogue of Life.